# وو میجین
وو میجین (انگلیسی: Wu Meijin؛ زادهٔ ۲۵ آوریل ۱۹۸۰) وزنه‌بردار اهل چین است.
وی در مسابقات کشوری و بین‌المللی در مجموع برندهٔ ۳ مدال طلا، ۱ مدال نقره شده‌است.